# منال المليكي
منال المليكي ممثلة يمنية استطاعت التمثيل بأكثر من لهجة يمنية.
ظهرت الممثلة منال المليكي على الشاشة اليمنية منذ عام 2008م وقدمت العديد من الأعمال الدرامية والمسرحية كما كان لها تجربة في تقديم البرامج التلفزيونية وتصميم الأزياء.

## أعمال

### مسلسلات
- مسلسل ملح وسكر.
- عيني عينك.
- قبل الفوات.
- علاجك عندي.
- الفريق.
- أصحاب.
- برنامج عالماشي.
- مسلسل حافة الأنس.
- مسلسل مش كل مرة.
- مسلسل دار ما دار
- عيال المرحوم
- دكان جميلة
- قرية الوعل

### مسرحيات
- أين أنت الآن.
- وجهان لعملة.
- طيور غادرت الأجنحة.
- عكبور خارج القصر.
- مسرحية للأطفال الملكة نهلة.
- الطاحونة.
- عبلة وعنتر.
- أوبريت في حب الرسول.
- أوبريت لعيد المرأة العالمي.

### برامج
- برنامج ملكة سام.
- أوراق ناعمة.
- اليمن عطاء وأمل.
- مع النجوم